# Starzach
Starzach település Németországban, azon belül Baden-Württembergben. Lakosainak száma 4421 fő (2023. december 31.).

## Népesség
A település népessége az elmúlt években az alábbi módon változott:
| Lakosok száma | 2952 | 4353 | 4363 | 4367 | 4365 | 4421 |
|               | 1975 | 2017 | 2019 | 2021 | 2022 | 2023 |